# 田中久一
田中 久一（たなか ひさかず、1889年（明治22年）3月16日 - 1947年（昭和22年）3月27日）は、日本の陸軍軍人。最終階級は陸軍中将。旧姓・小金井。

## 経歴

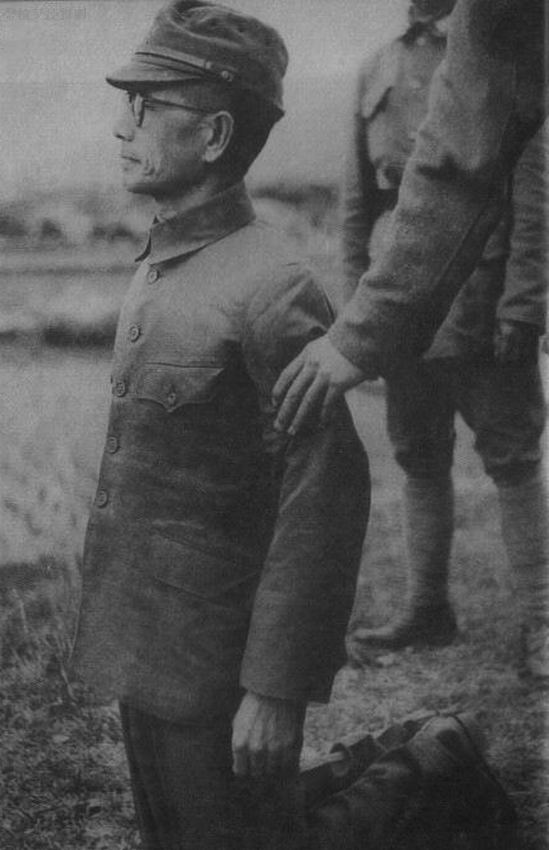
死刑執行前の田中久一

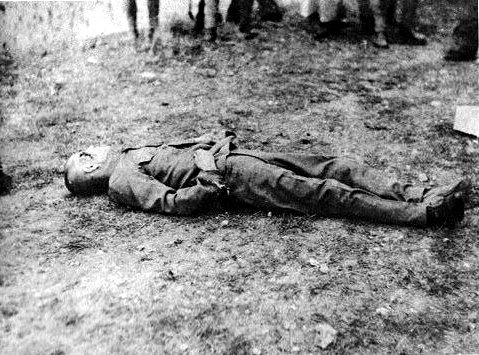
死刑執行後の田中久一の遺体

兵庫県出身。田中八作の養子となる。1910年5月、陸軍士官学校（22期）を卒業し、同年12月、歩兵少尉に任官、歩兵第37連隊付となる。陸軍戸山学校で学び、戸山学校教官、教育総監部付などを経て、1918年11月、陸軍大学校（30期）を卒業した。
参謀本部付勤務、参謀本部員、アメリカ出張、参謀本部員、歩兵第1連隊付、陸大専攻学生、陸大教官、陸軍省軍務局課員、陸軍歩兵学校教官、近衛歩兵第1連隊長、陸大教官などを歴任し、1937年12月、陸軍少将に進級。
台湾軍参謀長、第21軍参謀長、戸山学校長などを経て、1940年8月、陸軍中将となった。同年9月、第21師団長に親補され、中国大陸を転戦。1943年3月1日第23軍司令官、1945年2月1日香港占領地総督を兼任して終戦を迎えた。
1946年3月にBC級戦犯指名を受け、同年10月9日に上海の米軍事法廷により死刑判決が出されたが、翌年3月に中国の軍事法廷により再び戦犯として起訴され、広州で銃殺刑に処せられた。

## 辞世の句
永年の　終りの歩み　さわやかに
恵みの途を　辿りゆく吾

## 栄典
位階
- 1911年（明治44年）3月10日 - 正八位[3]
- 1914年（大正3年）2月10日 - 従七位[4]
- 1919年（大正8年）3月20日 - 正七位[5]
- 1924年（大正13年）5月15日 - 従六位[6]

勲章等
- 1940年（昭和15年）8月15日 - 紀元二千六百年祝典記念章[7]

外国勲章佩用允許
- 1943年（昭和18年）12月10日 - フランス国：グラン・クロア・ドラゴン・ランナン勲章[8]

## 家族
- 長男 田中義信（陸軍大尉・戦死）